# Julius Ellinger
Julius Ellinger (* 18. März 1817 in  Königsberg i. Pr.; † 18. Mai 1881 in  Tilsit) war ein deutscher Mathematiklehrer in Tilsit.

## Leben
Ellinger besuchte das Altstädtische Gymnasium und studierte an der Albertus-Universität Königsberg. 1838 wurde er Mitglied der  Corpslandsmannschaft Normannia.  Zum Dr. phil.  promoviert, unterrichtete er ab Michaelis 1845 an der Löbenichtschen höheren Bürgerschule in Königsberg, danach ab dem 1. August 1849 an der Realschule und dem Tilsiter Realgymnasium. Dort wurde er am 28. September 1850 als ordentlicher Lehrer fest angestellt und am 19. März 1856 zum Oberlehrer ernannt. Er starb als charakterisierter Gymnasialprofessor und 1. Oberlehrer mit 64 Jahren.

## Werke
- Über Kurven, deren Tangenten von einer andern Kurve unter einem bestimmten Winkel durchschnitten werden. Tilsit 1852[3] Digitalisat
- Leitfaden zum Unterricht in der Mathematik. 6 Hefte. Reyländer, Tilsit 1855
- Einiges über den Unterricht in der Mathematik auf Realschulen. Tilsit 1858[3] Digitalisat
- Einiges über den Unterricht in der analytischen Geometrie, 1. Teil. Tilsit 1871. Digitalisat
- Einiges über den Unterricht in der analytischen Geometrie, 2. Teil. Tilsit 1881.